# Andrzej Stanisław Sapieha
Pour les articles homonymes, voir Sapieha.
Ne doit pas être confondu avec Andrzej Sapieha.
Andrzej Stanisław Sapieha, né en 1609 - mort le 29 décembre 1665, magnat polonais, membre de la famille Sapieha, aide de camp de Lituanie (1638), grand intendant de Lituanie (1645), voïvode de Vitebsk (1646), grand hetman de Lituanie (1656).

## Biographie
Andrzej Stanisław Sapieha est le fils de Jean Pierre Sapieha et de Zofia Wejcherówna.

## Mariages et descendance
Andrzej Stanisław Sapieha épouse Anna Heidenstein qui lui donne pour enfants:
- Leon Kazimierz
- Izabela Katarzyna

## Sources
- (pl) Cet article est partiellement ou en totalité issu de l’article de Wikipédia en polonais intitulé « Andrzej Stanisław Sapieha » (voir la liste des auteurs).